# 埼玉県議会議員公費買春事件
埼玉県議会議員公費買春事件（さいたまけんぎかいぎいんこうひばいしゅんじけん）は、2003年11月に6人の埼玉県議会議員（自民党5人、無所属1人）が公費を使用し、視察の名目でタイまで買春へ行っていたことが発覚した事件。同事件は2003年12月13日に放送された日本テレビの『報道特捜プロジェクト』によって周知のものとなり、放送後には埼玉県庁へ抗議が殺到し、各新聞にも取り上げられた。

## 概要
2003年11月12日、埼玉県議会の海外視察で自民党県議ら6人がバンコクへ渡航、現地で夕食後、宿泊先のホテルとは別のホテルの3階にある、セクシーな衣装を身にまとったマッサージ嬢とセックスができる違法マッサージ店へと移動し、ガウンを身にまとった議員らがマッサージルームに入り2時間滞在。カンボジアでの視察を挿み再びタイへと移動。11月16日夜、バンコクにある女性を指名するクラブへ移動し、議員らがそれぞれ一人ずつ女性を指名し店内奥へと消えた。遊び終えた議員達が外へと出てきた後、一人の議員が指名した女性を連れタクシーで宿泊先のホテル戻り、エレベーターで同じ階へと降りていった。

## 事件報道後
特捜報道プロジェクトには1500を越える意見が寄せられ、6人を匿名で報道したことに対し、なぜ議員の顔や氏名を公表しないのかとの指摘が多く寄せられたため、引き続き番組で取り上げるとしていたが、6人のうち、自民党県議5人が名誉棄損の疑いで日本テレビを埼玉県警に告訴することを決めたため、続編の放送は中止された。日本テレビ側は中止の理由に関して「(匿名で報道したのは)個人攻撃を避けるため」とした。
6人は視察費用530万円を一旦は県議会議長宛てに返還し、議長もこれを一時的に預かったものの、のちに全額6人に返金された。県議ら6人は報告書を提出、視察団の団長で、自民党の斎藤正明県議は「買春という事実は全くない」とし、「カラオケをしていただけ」「ホテルに送ってもらったお礼にお土産を渡した」と釈明、自民党県議団は「報告書を信じるしかない」としたが、県議会へは真相の究明や辞職を求める多数の抗議が寄せられ、埼玉県や県下の議会で議題に挙がったがったが、自民党の反対で否決され事件発覚後も6人は辞職する事はなく、2005年、2006年とたて続けに議長に就任し、真相が究明される事はなかった。
また2007年の第16回統一地方選挙における県議選では、この事件の該当者6人中4人が落選したが、疑惑をもたれた自民党議員5名は、いずれも自民党会派内では主流派の議員であったため、自民県議団内からは「自民党反主流派の差し金ではないか」との声も上がった。